# Shuangmiao (sockenhuvudort i Kina, Zhejiang Sheng, lat 28,79, long 120,85)
Shuangmiao (kinesiska: 双庙, 双庙乡) är en sockenhuvudort i Kina. Den ligger i provinsen Zhejiang, i den östra delen av landet, omkring 170 kilometer söder om provinshuvudstaden Hangzhou. Antalet invånare är 5 771. Befolkningen består av 2 848 kvinnor och 2 923 män. Barn under 15 år utgör 20,0 %, vuxna 15-64 år 60 %, och äldre över 65 år 18,0 %.
Runt Shuangmiao är det ganska tätbefolkat, med 166 invånare per kvadratkilometer. Närmaste större samhälle är Xiage, 7,2 km norr om Shuangmiao. I omgivningarna runt Shuangmiao växer i huvudsak blandskog.
Genomsnittlig årsnederbörd är 2 402 millimeter. Den regnigaste månaden är juni, med i genomsnitt 411 mm nederbörd, och den torraste är januari, med 67 mm nederbörd.